# Gmina Vadstena
Gmina Vadstena (szw. Vadstena kommun) – gmina w Szwecji, w regionie Östergötland, z siedzibą w Vadstena.
Pod względem zaludnienia Vadstena jest 246. gminą w Szwecji. Zamieszkuje ją 7562 osób, z czego 51,11% to kobiety (3865) i 48,89% to mężczyźni (3697). W gminie zameldowanych jest 140 cudzoziemców. Na każdy kilometr kwadratowy przypada 41,44 mieszkańca. Pod względem wielkości gmina zajmuje 254. miejsce.